# На слово, на слово (ТВ серија из 2010)
На слово, на слово је српска телевизијска серија, за децу, која се емитовала на РТС-у од 25. децембра 2010. до 30. априлa 2011. године.
Ова ТВ серија настала је по серији На слово, на слово  из 1971 и сценарију Душка Радовића.
Музика - Миодраг Илић Бели.
Аранжмани сонгова - Сања Илић и Драган  Илић

## Главне улоге
| Глумац             | Улога      |
| ------------------ | ---------- |
| Зорана Милошаковић | Аћим       |
| Светислав Гонцић   | Мића       |
| Зоран Цвијановић   | Остоја     |
| Никола Којо        | Паја       |
| Маринко Маџгаљ     | Морски Вук |
| Срђан Тимаров      | Лаф        |
| Ирена Мичијевић    | Лола       |
| Ивана Поповић      | Лошка      |
| Младен Андрејевић  | Пајац      |
| Лена Богдановић    | Пајац      |

## Гостујући глумци
- Биљана Кнежевић
- Борис Миливојевић
- Долорес Магделинић
- Душан Шида
- Ивана Табори Обрадовић
- Јелена Јовичић
- Борка Томовић
- Матеја Вукашиновић
- Милован Филиповић
- Милош Јађић
- Мирко Кнежевић
- Наташа Марковић
- Раслав Секуловић
- Сергеј Трифуновић
- Славица Стојановић[1]